# Georgi Głuszkow
Georgi Nikołow Głuszkow (bułg. Георги Николов Глушков; ur. 10 stycznia 1960 w Trjawnie) – bułgarski koszykarz i działacz sportowy, prezes Bułgarskiej Federacji Koszykówki, w latach 2024–2025 minister młodzieży i sportu.

## Życiorys
Karierę koszykarską rozpoczynał w bułgarskich klubach. Od 1984 był zawodnikiem Akademika Warna, z którym wywalczył mistrzostwo kraju. W siódmej rundzie draftu w 1985 został wybrany przez zespół Phoenix Suns. Stał się pierwszym zawodnikiem z krajów Europy Wschodniej, który podpisał kontrakt z zespołem NBA. W sezonie 1985/1986 wystąpił w 49 spotkaniach, zdobywając średnio 4,9 punktu na mecz. Po jednym sezonie Georgi Głuszkow powrócił do Europy. Grał następnie w klubach z Włoch i Hiszpanii, a także ponownie w Akademiku Warna.
W 1980 zdobył brązowym medal na mistrzostwach Europy U-18. Wraz z reprezentacją Bułgarii czterokrotnie uczestniczył w mistrzostwach Europy (1979, 1985, 1989, 1991). Profesjonalną karierę zakończył w 1997.
Uzyskał magisterium z rachunkowości i controllingu na Uniwersytecie Ekonomicznym w Warnie. W 2011 został prezesem Bułgarskiej Federacji Koszykówki. Był członkiem kierownictwa Bułgarskiego Komitetu Olimpijskiego i FIBA Europa, w latach 2018–2023 pełnił funkcję przewodniczącego komisji technicznego drugiej z tych instytucji.
W kwietniu 2024 objął urząd ministra młodzieży i sportu w technicznym rządzie Dimityra Gławczewa. Pozostał na tym stanowisku również w utworzonym w sierpniu 2024 drugim gabinecie dotychczasowego premiera, kończąc urzędowanie w styczniu 2025.